# Schloss Pollanten

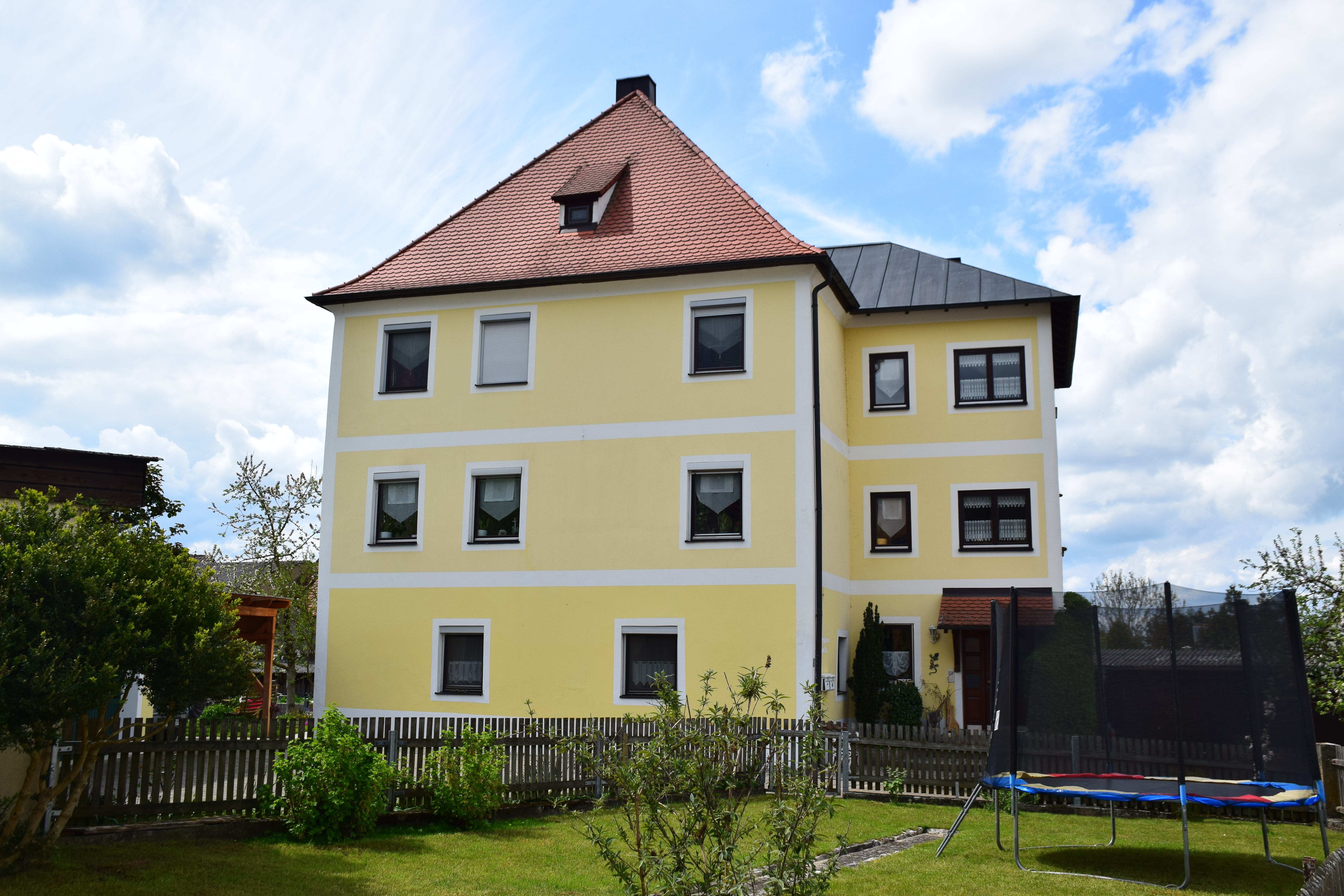
Schloss Pollanten (2023)

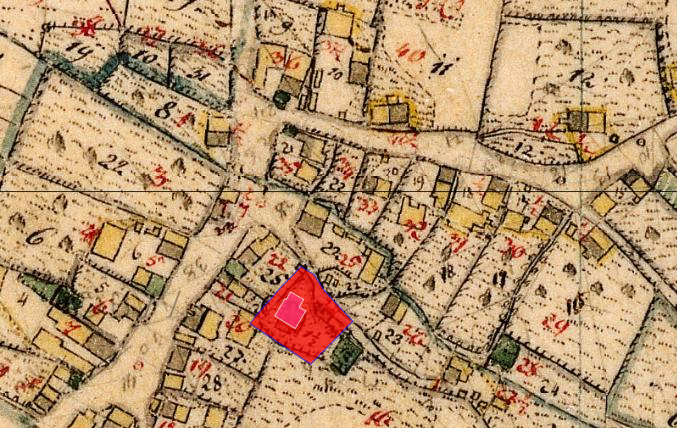
Lageplan des Schlosses Pollanten auf dem Urkataster von Bayern

Das Schloss Pollanten befindet sich in Pollanten (Müllergasse 2), einem Gemeindeteil der oberpfälzischen Stadt Berching im Landkreis Neumarkt in der Oberpfalz von Bayern. Es ist unter der Aktennummer D-3-73-112-164 als Baudenkmal verzeichnet. „Archäologische Befunde des Mittelalters und der frühen Neuzeit im Bereich des ehem. Schlosses von Pollanten, zuvor mittelalterlicher Adelssitz.“ werden zudem als Bodendenkmal unter der Aktennummer D-3-6834-0141 geführt.

## Geschichte
In Pollanten war das Ortsadelsgeschlecht der Pollanter (bisweilen auch Polan(d)t oder Bonlan(d)t geschrieben) ansässig. Sie werden als Reichsministerialen sowie als Ministerialen des Bistums Eichstätt angesehen. 1236 tritt ein Heinrich de Polant als Zeuge in einer Urkunde des Wichmannus de Mersdorf auf. Es wird vermutet, dass jener mit Wernher von Bonlande verwandt war, der bereits als Zeuge einer Urkunde, die König Philipp 1199 für das Bistum Eichstätt ausstellte, auftauchte. Ein Beringerus de Bonlant kommt als Zeuge in dem Stiftungsbrief für das Kloster Seligenporten von 1249 vor. Er wird am 7. Juli 1269 auch als Zeuge einer Urkunde des Reichsministerialen Ulrich von Sulzbürg genannt. Beringer wird mit seinen Brüdern Stefan und Rappoto als „miles“ bezeichnet. Als König Wilhelm von Holland 1255 den Herren von Sulzbürg die kaiserliche Hofmark Berngau verlieh, trat als Zeuge ein Werner von Poland auf. Am 20. Oktober 1280 schenkte Heinrich „Bonlander“ dem Kloster Auhausen den Kirchensatz von Altfalterbach. Heinrich bezeichnet sich dabei als „illustris principis domini Ludevici ducis bavariae vasallus“ (dt. vornehmer Vasall des fürstlichen Herrn Ludwig, Herzog von Bayern). Aus einer Urkunde vom 15. Februar 1351 geht hervor, dass ein Berengar von Polanten Landrichter des kaiserlichen Gerichts Hirschberg war. Nach den Landsassenmatrikeln saßen nach 1500 ein Lorenz Pollanter und um 1526 ein Sebastian Pollanter auf dem Stammsitz. 1564 wird hier Georg von Zant zu Pollant erwähnt, dessen Ahnherr besagter Lorenz von Pollant war. Als letzter der Pollanter wird hier Georg von Pollant zwischen 1570 und 1591 genannt; dieser war zugleich bischöflicher Stadtrichter zu Eichstätt. Nach seinem Tod heiratete seine Witwe Ferdinand von Donek, bischöflicher Pfleger zu Hirschberg. Dieser verkaufte 1604 das Landsassengut Polant an Christof von Bischofsheim.
Weiterer Besitzer war Agricola von Wiesenstein, der Pollanten an einen Schmidmayr verkaufte. 1717 folgte Claudius von Gailardi, der Schwiegersohn des Schmidmayrs, und 1736 Anton Rohrer, der ebenfalls mit einer Schmidmayrin verheiratet war. 1740 kam Pollanten an die Seger und 1750 an Adam Kirchbauer. Als dieser in finanzielle Schwierigkeiten geraten war, musste sein Sohn Franz Peter Kirchbauer Pollanten verkaufen. Am 6. Juli 1787 wurde Pollanten von Graf Max Josef von Holnstein erworben. Die Grafen von Holnstein besaßen neben Pollanten auch das Landsassengut Ittelhofen. In Pollanten wurde ein Patrimonialgericht I. Klasse errichtet; 1848 wurde die Gerichtsbarkeit an den Staat abgegeben. Am 1. Oktober 1848 gingen die Güter des Sitzes Pollanten an den Staat über. Damals bestand Pollanten aus dem Schloss, vier Halbhöfen, der Schlossmühle und zwei Häusl.

## Beschreibung
Die Pollanter saßen zuerst auf der Burg Pollanten bei der Pfarrkirche St. Georg. Im 18. Jahrhundert zogen sie in das nur 240 m entfernte Schloss Pollanten. Dieses ist heute ein dreigeschossiger Walmdachbau, der im Kern vermutlich noch älter ist.